# Anders Agell
Anders Lennart Georgsson Agell, född 14 februari 1930 i Växjö, död 6 november 2008 i Uppsala, var en svensk rättsvetenskapsman.
Anders Agell blev jur.kand. vid Uppsala universitet 1953, gjorde tingstjänstgöring 1954–1956 och utsågs till fiskal i Svea hovrätt 1957. Agell återvände därefter till akademin och promoverades till juris doktor vid Uppsala universitet 1963, då han disputerade på avhandlingen Samtycke och risktagande: studier i skadeståndsrätt. Samma år utsågs han till docent vid universitetet. Han var preceptor vid Stockholms universitet 1964–1968, biträdande professor i Uppsala 1968–1972 samt professor i civilrätt i Uppsala 1972–1995. Agell var dekanus för juridiska fakulteten 1979–1985.
Anders Agell blev ledamot av Kungliga Vetenskapssamhället i Uppsala 1974, av Kungliga Vitterhets Historie och Antikvitets Akademien 1991, av Det Norske Videnskaps-Akademi 1993 samt av Finska Vetenskapsakademien 1994. Han var även reservofficer (kapten i Kronobergs regementes reserver).
Agell var under de sista åren av sitt liv engagerad i styckmordsrättegången, på så vis att han agerade ombud för de bägge läkare som utpekats som likstyckare av domstol. Han ansåg att de blivit utsatta för ett justitiemord och han försökte få Regeringsrätten att bevilja läkarna resning i fråga om deras läkarlegitimationer och förde läkarnas talan om skadestånd, mot staten. Skadeståndsmålet har efter Agells bortgång övertagits av två advokater.
Anders Agell är begravd på Uppsala gamla kyrkogård.